# شوگو اونیشی
شوگو اونیشی (انگلیسی: Shogo Onishi؛ زادهٔ ۲۹ ژوئیهٔ ۱۹۹۰) بازیکن فوتبال اهل ژاپن است.